# Anton de Verdier
Anton de Verdier (14 de agosto de 1887 – 21 de abril de 1954) fue un actor cinematográfico sueco, activo principalmente en la época del cine mudo.

## Biografía
Su nombre completo era Anton Frithiof de Verdier, y nació en la Provincia de Kronoberg, en Suecia. Debutó en escena en Estocolmo, y en 1912, poco antes del inicio de la Primera Guerra Mundial, se inició en el cine trabajando para la compañía Kinografen, en la cual siguió hasta 1916. Ese año pasó a Nordisk Film, llegando a ser en los años siguientes uno de los intérpretes más productivos de la compañía, con más de 40 películas mudas. En 1927 se trasladó a la productora Palladium, trabajando en la misma en algunas películas protagonizadas por Harald Madsen y Carl Schenstrøm. Además de unas 70 películas mudas danesas, también actuó junto a Asta Nielsen en la película alemana Hamlet, así como en unas pocas cintas mudas suecas rodadas en 1923-1924. Al final de su carrera, entre 1932 y 1952, actuó en cinco películas sonoras danesas.
Anton de Verdier falleció en 1954 en Copenhague, Dinamarca. Entre 1909 y 1918 estuvo casado con la cantante sueca de opereta Anna Norrie (1860-1957).

## Filmografía

### Actor
- 1912 : Skovsøens Datter
- 1913 : Dr. Nicholson og den blaa Diamant
- 1913 : Det store Kup
- 1913 : Miraklet
- 1913 : Bristede Strenge
- 1913 : En farlig Forbryderske, de Eduard Schnedler-Sørensen
- 1913 : Chaufførens Hemmelighed
- 1913 : Kattebaronessen
- 1913 : Mørkets Gerninger
- 1913 : Den Rette
- 1913 : De listige Friere, de Vilhelm Petersen
- 1914 : I Tronens Skygge, de Einar Zangenberg
- 1914 : Elskovsbarnet, de Einar Zangenberg
- 1914 : Tiger-Komtessen
- 1914 : Gyldne Lænker, de Alfred Cohn
- 1915 : Statens Kurér, de Einar Zangenberg
- 1915 : Fangen paa Zora
- 1915 : Under Galgen
- 1915 : Det indiske Gudebillede
- 1915 : En Ungdomssynd
- 1915 : Den dræbende Gift
- 1915 : Hvor Sorgerne glemmes, de Holger-Madsen
- 1916 : Gaardsangersken, de Alfred Cohn
- 1916 : En Æresoprejsning, de Holger-Madsen
- 1916 : De mystiske Z-Straaler, de George Schnéevoigt
- 1916 : Syndig Kærlighed, de August Blom
- 1916 : Selskabsdamen, de Martinius Nielsen
- 1916 : Bladkongen, de Alexander Christian
- 1916 : Maaneprinsessen, de Holger-Madsen
- 1916 : Fristerinden
- 1916 : Guldets Gift, de Holger-Madsen
- 1916 : Rovedderkoppen, de August Blom
- 1916 : En Skilsmisse, de Martinius Nielsen
- 1916 : Grevinde Hjerteløs, de Holger-Madsen
- 1916 : Gentlemansekretæren, de  Martinius Nielsen
- 1916 : Værelse Nr. 17, de Alexander Christian
- 1916 : En Søns Kærlighed, de Hjalmar Davidsen
- 1917 : Pax æterna, de Holger-Madsen
- 1917 : Under Kærlighedens Aag, de Alexander Christian
- 1917 : Nattevandreren, de Holger-Madsen
- 1917 : Nattens Mysterium, de Holger-Madsen
- 1917 : Mand mod Mand, de Alexander Christian
- 1917 : Den sorte Kugle, de Martinius Nielsen
- 1917 : Synd skal sones, de Alexander Christian
- 1917 : Midnatssjælen, de Martinius Nielsen
- 1918 : De mystiske Fodspor, de A.W. Sandberg
- 1918 : Pigen fra Klubben, de Eduard Schnedler-Sørensen
- 1918 : Glædens Dag, de Alexander Christian
- 1918 : I Opiumets Magt, de Robert Dinesen
- 1918 : Gar el Hama V, de Robert Dinesen
- 1918 : For Barnets Skyld, de Robert Dinesen
- 1918 : Pigespejderen, de Lau Lauritzen Sr.
- 1918 : Magasinets Datter, de August Blom y Thorleif Lund
- 1918 : Avisdrengen, de Eduard Schnedler-Sørensen
- 1919 : Kærlighed overvinder Alt, de Alfred Kjærulf
- 1919 : Krigsmillionæren, de Emanuel Gregers
- 1919 : Hans Kones Veninde, de Lau Lauritzen Sr.
- 1919 : En Kunstners Gennembrud, de Holger-Madsen
- 1919 : Fattigdrengen, de Alexander Christian
- 1919 : Mod Lyset, de Holger-Madsen
- 1921 : Hamlet, de Svend Gade y Heinz Schall
- 1923 : Johan Ulfstjerna, de John W. Brunius
- 1924 : Carl XII:s kurir, de Rudolf Anthoni
- 1924 : Gösta Berlings saga, de Mauritz Stiller
- 1925 : Stamherren, de Emanuel Gregers
- 1926 : Det sovende Hus, de Guðmundur Kamban
- 1926 : Maharajahens Yndlingshustru, de A.W. Sandberg
- 1927 : Tordenstenene, de Lau Lauritzen Sr.
- 1928 : Kraft og Skønhed, de Lau Lauritzen Sr.
- 1929 : Hallo! Afrika forude!, de Lau Lauritzen Sr.
- 1929 : Kys, Klap og Kommers, de Lau Lauritzen Sr.
- 1931 : Hotell Paradisets hemlighet, de George Schnéevoigt
- 1930 : Hr. Tell og Søn, de Lau Lauritzen Sr.
- 1931 : I kantonnement, de Lau Lauritzen Sr.
- 1931 : Krudt med Knald, de Lau Lauritzen Sr.
- 1933 : Københavnere, de Lau Lauritzen Sr.
- 1935 : De bør forelske Dem, de Lau Lauritzen Sr.
- 1949 : John og Irene, de Asbjørn Andersen y Anker Sørensen
- 1952 : Vejrhanen, de Lau Lauritzen Jr.

### Guionista
- 1914 : Tiger-Komtessen

## Teatro (selección)
- 1907 : Lycko-Pers resa, de August Strindberg, dirección de Justus Hagman, Östermalmsteatern[2]
- 1910 : Lili, de Florimond Hervé, Alfred Hennequin y Albert Millaud, sala de Anna Norrie[3]
- 1911 : Renässans, de Holger Drachmann, dirección de Knut Michaelson, Komediteatern[4]
- 1912 : Aftonstjärnan, de Hjalmar Söderberg, Komediteatern[5]